# مقاطعة باليرمو
مقاطعة بَلَرْم أو باليرمو (بالإيطالية: Provincia di Palermo)‏، مقاطعة في شمال غرب جزيرة صقلية الإيطالية، عدد سكانها 1.239.272 نسمة أي حوالي ربع سكان الجزيرة، ومساحتها 4,992 كيلومتر مربع أي خمس مساحة الجزيرة تقريبا بها 82 مدينة وبلدة وقرية، عاصمتها مدينة بَلَرم.
تطل على بحر طرانة من جهة الشمال ويحدها من الغرب مقاطعة طرابنش، وجنوبا مقاطعة أغريجنتو ومقاطعة قلعة النساء، وشرقا مقاطعة مسينة ومقاطعة إنا. كما تعتبر جزيرة أشتقة جزء منه.

## أهم المدن

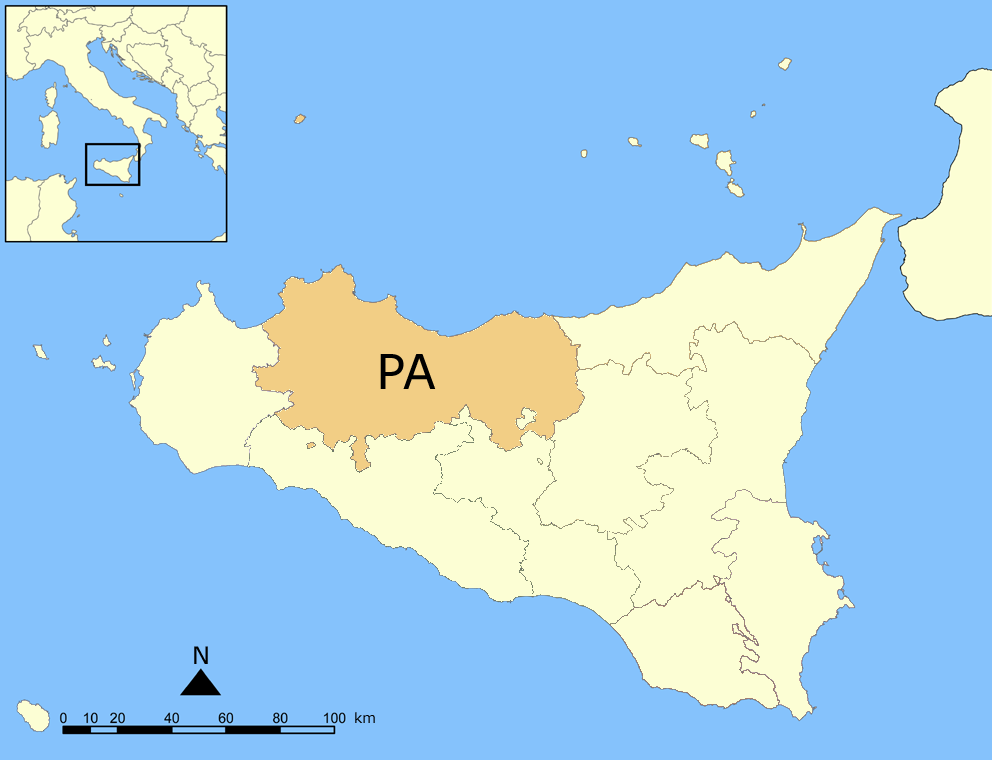
مقاطعة باليرمو

| المدينة       | الاسم بالإيطالية | السكان  | المساحة (km²) |
| ------------- | ---------------- | ------- | ------------- |
| باليرمو       | Palermo          | 671.593 | 158           |
| باغيريا       | Bagheria         | 53.381  | 29            |
| مونريالي      | Monreale         | 31.564  | 529           |
| بارتينيكو     | Partinico        | 31.515  | 110           |
| كاريني        | Carini           | 28.733  | 76            |
| ترميني إميرسي | Termini Imerese  | 26.290  | 78            |